# Bracon dimidiatus
Bracon dimidiatus är en stekelart som beskrevs av Holmgren 1868. Bracon dimidiatus ingår i släktet Bracon och familjen bracksteklar. Inga underarter finns listade.